# 萊利·葛林
萊利·葛林（英語：Riley Greene，2000年9月28日—），為美國職棒大聯盟的外野手，目前效力於底特律老虎。葛林在2019年大聯盟選秀上於首輪第五順位被老虎隊選走，並在2022年登上大聯盟。

## 職業生涯
2019年大聯盟選秀，老虎隊在首輪第五順位選進葛林，而他也以618萬美元的簽約金加盟老虎。6月24日，他開啟職棒生涯。8月份他成功升上1A，繳出2成71的打擊率。2020年，小聯盟因為COVID-19疫情取消整季賽事，葛林也無球可打。
2021年，葛林從2A出發。這年他和隊友史賓塞·托克爾森一同入選未來之星明星賽。到了8月，他成功升上3A。整季他的打擊率為3成01，並敲出24轟與84分打點。2022年初，他在百大新秀排名第四。
老虎隊原定讓葛林在開幕戰完成大聯盟初登場，但他在球季開打前就傷到右腳。一直到6月18日，傷癒歸隊的葛林終於登上大聯盟，並敲出首打席敲出生涯首安。7月2日，葛林敲出生涯首轟，同時是支再見轟。

## 外部連結
- 球員資訊和成績在MLB ，ESPN，Baseball Reference，Baseball Reference (Minors) ，Fangraphs，The Baseball Cube （英文）
- 萊利·葛林的X（前Twitter）